# Grewia plagiophylla
Grewia plagiophylla är en malvaväxtart som beskrevs av Karl Moritz Schumann. Grewia plagiophylla ingår i släktet Grewia och familjen malvaväxter. Inga underarter finns listade i Catalogue of Life.